# 고바야시 세이고
고바야시 세이고(일본어: 小林 成豪, 1994년 1월 8일 ~ )는 일본의 축구 선수이다. 현재 J2리그의 레노파 야마구치 FC에서 뛰고 있다.

## 구단 경력
그는 2016년부터 J리그의 비셀 고베, 몬테디오 야마가타, 오이타 트리니타, 레노파 야마구치 FC에서 뛰었다.